# Chapeau melon et bottes de cuir (bande dessinée)
 (octobre 2012).
Série télévisée mythique, Chapeau melon et bottes de cuir (The Avengers) est apparue dans plus d’une centaine de revues et plus de 900 planches publiées.

## Presse quotidienne et hebdomadaire
La première apparition de John Steed en bande dessinée se fait non pas avec Emma Peel mais avec Cathy Gale (Honor Blackman à l’écran) dans les pages de journaux britanniques tels que le Manchester Evening News, le TV Viewer (publié en Écosse), Look Westward ou TV Post (Belfast). Cette mouture est composée de 4 cycles différents qui ne semblent jamais avoir été publiés en revues, ni même en album. Sont indiquées ici seulement les premières dates de publication. D’une manière générale, les histoires sont très courtes.

### Epidemic of Terror
Publication dans The Viewer du 14 septembre 1963 au 19 octobre 1963 et à d’autres dates pour les autres supports. 6 planches.
Steed est attaqué alors qu’il vient de retirer une mallette d’une consigne. Le voici bientôt sur la piste d’un germe mystérieux mais aussi surtout dangereux tueur…

### Quest for a Queen
Publication dans TV Post du 2 novembre 1963 au 7 décembre 1964 et à d’autres dates pour les autres supports. 6 planches.
Le train qui transporte la reine Olivia von Richenstein, en visite d’état, roule dans la campagne écossaise. Steed revient d’une chasse et Cathy veille à la sécurité de la souveraine. Tout se passe bien jusqu’au moment où le train déraille percuté par une autre locomotive. Et voilà que dans le choc, l’invitée royale a disparu…

### Operation Harem
Publication dans The Viewer du 21 décembre 1963 au 15 février 1964 et à d’autres dates pour les autres supports. 9 planches.
Dans cette histoire, Steed  et Gale feraient office de steward et hôtesse de l’air dans l’avion du cheik Abal un allié de la Couronne. Mais le colonel Hassam a bien l’intention de dérouter l’appareil et de faire un coup d’état…

### The Computer Menace
Publication dans The Viewer du 22 février 1964 au 25 avril 1964 et à d’autres dates pour les autres supports. 10 planches.
Une tempête s’abat sur Londres et la foudre frappe l’abbaye de Westminster. C’est le septième bâtiment de la ville à être ainsi endommagé. Certes le temps britannique est capricieux mais tout de même…

### Le magazine Look
Il semblerait que la BD ait également été publiée dans Look (il s’agit ici du magazine britannique et non américain) du 2 mai 1964. Cette planche ne serait pas unique mais la première d’une histoire qui en aurait comporté 10. Deux autres histoires, de longueurs différentes auraient également eu les honneurs de Look.

## La presse enfantine

### TV Comic
Publication du #720 (2 octobre 1965) au # 771 (24 septembre 1966) puis du # 877 (5 octobre 1968) au # 1077 (5 août 1972). Les deux histoires parues entre les #756 et 766 seront reprises par Gold Key en novembre 1968 (voir plus bas).

#### Avec Emma Peel
Aucun de ces épisodes n'a de titre.
1. (du #720 -2 octobre au #725 -6 novembre 1965) -12 planches
2. (du #726 -13 novembre 1965 au #730 -11 décembre 1965) -10 planches
3. (du #731 -18 décembre 1965 au #735 -15 janvier 1966) -10 planches
4. (du #736 -22 janvier 1966 au #740 -19 février 1966) -10 planches
5. (du #741 -26 février 1966 au #745 -26 mars 1966) -10 planches
6. (du #746 -2 avril 1966 au #750 -30 avril 1966) -10 planches
7. (du #751 -7 mai 1966 au #755 -4 juin 1966) -10 planches
8. (du #756 -11 juin 1966 au #760 -9 juillet 1966) -10 planches
9. (du #761 -16 juillet 1966 au #766 -13 août 1966) -12 planches
10. (du #767 -20 août 1966 au #771 -24 septembre 1966) -10 planches

#### TV Comic Holiday Special (Juin 1966)
- Sans titre – 4 planches

Ennemi acharné de John Steed et Emma Peel, Strondheim avec 6 autres gangsters fait partie des passagers du paquebot Orionte. Les deux héros vont les éliminer. 
À noter que Emma dans l'histoire ne ressemble guère à Diana Rigg.

#### TV Comic Annual 1967
- Sans titre – 4 planches

Sir Jocelyn détient dans son coffre des secrets atomiques de première importance. Or il se trouve que de nombreux invités séjournent aussi dans son château. Steed et Peel sont chargés de veiller au grain. Une courte aventure aux tonalités humoristiques.
- Sans titre – 4 planches

Deuxième histoire du recueil. Cette fois-ci un espion, maître du déguisement, se cache dans Londres. John et Emma sont chargés de le débusquer.
A noter que dans le même volume se trouve un dessin gag de Neville Main mettant en scène John et Emma.

#### Avec Tara King
28 histoires sur 201 numéros (#877 à 1077 /1968-1972).

#### TV Comic Holiday Special (Juin 1969)
Une nouvelle sans titre de 4 pages avec illustrations.

#### TV Comic Annual (1970)
- In Fable Land, nouvelle de 6 pages avec illustrations.

#### TV Comic Holiday Special (Juin 1970)
- The Spirit of Christmas, nouvelle de 6 pages avec illustrations.

#### TV Comic Holiday Special (Juin 1972)
Sans titre – 4 planches.
NB : Ce sont les pages parues dans TV Comics qui furent reprises en France dans Télé Poche.

### June and Schoolfriend
Du # 52 (29 janvier 1966) au # 63 (16 avril 1966) soit 24 planches ½. Cette histoire s'intéresse à Emma Peel et la présente alors qu’elle a quatorze ans. On y apprend qu’elle est orpheline depuis l’âge de dix ans et que, fille du magnat sir John Knight, leur yacht mouille dans les eaux d’un petit royaume oriental, le Fezra.

### Diana
Du #199 (10 décembre 1966) à 224 (2 juin 1967), Diana un journal pour jeunes filles et filiale de DC Thompson.
1. Sans titre (#199 -10 décembre 1966 au #201 -24 décembre 1966) 6 planches. Le prince Abdul d’Aranie est parti faire du ski en Écosse (drôle d’idée !). John et Emma sont chargés de sa protection.
2. Sans titre (#202 -31 décembre 1966 au #204 -14 janvier 1967) 6 planches. Une aventure londonienne qui se termine dans un musée de cires.
3. Sans titre (#205 -21 janvier 1967 au #208 -11 février 1967) 8 planches. Mystère dans les milieux de la mode britannique.
4. Sans titre (#209 -18 février 1967 au #211 -3 mars 1967) 6 planches. Les Vikings sont-ils de retour dans le Norfolk ?
5. Sans titre (#212 -10 mars 1967 au #215 -31 mars 1967) 8 planches. Une série de vols aussi spectaculaires qu’impossibles dans les joailleries secoue Londres.
6. Sans titre (#216 -7 avril 1967 au #218 -21 avril 1967) 6 planches. Des gorilles dans la campagne anglaise, est-ce bien naturel ?
7. Sans titre (#219 -28 avril 1967 au #220 -5 mai 1967) 4 planches. La reine Helga de Varania est en visite en Angleterre. Or il semble bien que quelqu’un n’aime vraiment pas la souvereine.
8. Sans titre (#221 -12 mai 1967 au #224 -2 juin 1967) 8 planches. Le bal masqué que donne Lord Tweezle est finalement plus mouvementé que prévu.

## Publications

### Thorpe and Porter
1.	The Mohocs -16 planches en noir et blanc de Mike Anglo. (1966)
2.	The K is for Killers -16 planches en noir et blanc de Mike Anglo.(1966)
3.	No Jury … No Justice -16 planches en noir et blanc de Mike Anglo.(1966)
4.	Deadly Efficient -16 planches en noir et blanc de Mick Austin.(1966)

### Gold Key
1. The Avengers (novembre 1968)

- The Roman Invasion -14 planches (auteurs inconnus)
- The Mirage Makers -12 planches (Dessinateur supposé Pat Williams mais l’incertitude demeure)

Bandes reprises de la revue britannique TV Comic du #756 à 766 (1966) et remontées pour l’occasion.

### Eclipse Acme Press
Eclipse Comics est une société d'édition de comics active de 1977 à 1993. La publication de cette série intitulée Steed and Mrs Peel a été éditée en collaboration avec Acme Press.
(1990)
(Scénario : Grant Morrison / Dessin : Ian Gibson)
1.	The Golden Game (Part I) : Crown and Anchor -24 planches
2.	The Golden Game (Part II) : Crown and Anchor -21 planches
(1991)
(Dessin : Ian Gibson)
3.	The Golden Game (Part III) : Fox and Geese -24 planches (Scénario : Grant Morrison)
4.	Deadly Rainbow -21 planches (Scénario : Ann Caufield)
(1992)
(Dessin : Ian Gibson)
5.	The Golden Game (Part IV) : Fox and Geese -23 planches (Scénario : Grant Morrison)
6.	Deadly Rainbow (2) -22 planches (Scénario : Ann Caufield)
Les épisodes 1, 2 ,3, et 5 constituent une saga complète de 92 planches dans lesquelles on retrouve à la fois Emma Peel mais aussi Tara King, ce qui n’était pas le cas dans la série TV (sauf très fugacement pour l’épisode de transition entre deux saisons) mais aussi Mère Grand (qui n’est jamais apparu dans un épisode avec Emma Peel).
La deuxième saga (43 planches) s’articule autour du retour du mari archéologue d’Emma Peel, avec notamment une menace aztèque.

### Boom!
Boom! Studios est une société d'édition de comics créée en 2005. Elle s'est spécialisée dans le rachat de licences comme La Planète des Singes, 28 jours plus tard, Farscape, etc.
La première série publiée (janvier-juin 2012) ne fait que reprendre les 6 épisodes édités par Eclipse à ceci près que le premier cycle est constitué des 4 premiers numéros (sans interruption donc) et le deuxième des deux derniers.En revanche la deuxième série de 2012, laquelle débute d'ailleurs en août avec un #0 est, elle, complètement originale. 

0 -août 2012

(Scénario : Mark Waid / Dessin : Steve Bryant)
1.	The Dead Future -22 planches
1 -septembre 2012

(Scénario : Caleb Monroe / Dessin : Will Sliney )
2.	The Hellfire Club Strikes Back -21 planches
2 -octobre 2012

(Scénario : Caleb Monroe / Dessin : Will Sliney)

3. Life in Hell -22 planches
Suite de l'épisode précédent.

3 -novembre 2012

(Scénario : Caleb Monroe / Dessin : Will Sliney)

4. Life in Hell -22 planches
Suite et fin de l'épisode. Une nouvelle saga, The Black and White Ball, est annoncée pour le numéro suivant.

4 -décembre 2012

(Scénario : Caleb Monroe / Dessin : Yasmine Liang)

5. Ballroom Dance Fu -21 planches
Nouvelle saga en plusieurs épisodes.

5 -janvier 2013

(Scénario : Caleb Monroe / Dessin : Yasmine Liang)

6. The Secret History of Space -22 planches
Cet épisode était annoncé dans le numéro précédent sous le titre : The Space Race.